# Dobrotești (okręg Dolj)
Dobrotești – wieś w Rumunii, w okręgu Dolj, w gminie Dobrotești. W 2011 roku liczyła 1169 mieszkańców.